# Miguel González
Miguel Ángel González González (ur. 14 marca 1980 w Terrassie) – hiszpański piłkarz występujący na pozycji obrońcy w Cádiz CF.

## Statystyki klubowe
| Sezon   | Klub                | Kraj      | Liga               | Mecze | Bramki | Puchar krajowe | Mecze | Bramki |
| ------- | ------------------- | --------- | ------------------ | ----- | ------ | -------------- | ----- | ------ |
| 2001/02 | Sporting Gijón B    | Hiszpania | Segunda División B | 32    | 0      | Puchar Króla   | 1     | 0      |
| 2002/03 | Sporting Gijón      | Hiszpania | Segunda División   | 0     | 0      | -              | -     | -      |
| 2003/04 | Mataró              | Hiszpania | Segunda División B | 33    | 1      | -              | -     | -      |
| 2004/05 | Figueres            | Hiszpania | Segunda División B | 26    | 2      | -              | -     | -      |
| 2005/06 | Terrassa            | Hiszpania | Segunda División B | 33    | 1      | -              | -     | -      |
| 2006/07 | Terrassa            | Hiszpania | Segunda División B | 26    | 1      | Puchar Króla   | 1     | 0      |
| 2007/08 | Girona FC           | Hiszpania | Segunda División B | 27    | 4      | -              | -     | -      |
| 2008/09 | Girona FC           | Hiszpania | Segunda División   | 35    | 0      | -              | -     | -      |
| 2009/10 | Real Murcia         | Hiszpania | Segunda División   | 33    | 2      | Puchar Króla   | 2     | 0      |
| 2010/11 | Real Murcia         | Hiszpania | Segunda División   | 33    | 0      | Puchar Króla   | 1     | 0      |
| 2011/12 | Real Murcia         | Hiszpania | Segunda División   | 39    | 1      | Puchar Króla   | 1     | 0      |
| 2012/13 | Real Murcia         | Hiszpania | Segunda División   | 36    | 1      | Puchar Króla   | 1     | 0      |
| 2013/14 | Real Murcia         | Hiszpania | Segunda División   | 39    | 2      | Puchar Króla   | 2     | 0      |
| 2014/15 | Deportivo Alavés    | Hiszpania | Segunda División   | 23    | 1      | Puchar Króla   | 2     | 0      |
| 2015/16 | Huracán Valencia CF | Hiszpania | Segunda División B | 16    | 0      | Puchar Króla   | 2     | 0      |
| 2015/16 | Cádiz CF            | Hiszpania | Segunda División B | 20    | 1      | -              | -     | -      |
| 2016/17 | Cádiz CF            | Hiszpania | Segunda División   | 6     | 0      | Puchar Króla   | 1     | 0      |

Stan na: 12 czerwca 2017 r.